# Тоні Бюзен
Тоні Б'юзен (англ. Anthony "Tony" Peter Buzan [ˈbuːzən]; 2 червня 1942, Палмерс Грін — 13 квітня 2019) англійський автор і консультант з питань освіти. Прихильник технології інтелект-карт та ментальної грамотності.

## Біографія
Б'юзен народився 2 червня 1942 року в Палмерс Грін, Енфілд, Міддлсекс. Він активний прихильник мнемонічних систем запам'ятовування, а також технік ментальних карт. У 2006 році Бьюзен випустив спеціалізоване програмне забезпечення для малювання ментальних карт «iMindMap». Компанія Тоні Бьюзена володіє правом на англомовну фразу «mind map» на території Великої Британії, США та Німеччини в тому випадку, якщо ця фраза вживається в контексті освіти та самоосвіти.
На території України організацію ThinkBuzan представляє Світлана Надтока (м. Харків)
У 1991 році Тоні Бьюзен став організатором Чемпіонату Світу зі спортивного запам'ятовування, який проводиться щороку.
Деякі критики вважають його твердження псевдонаукою, і сумніваються в існуванні доказів корисності інтелект-карт.

## Українські переклади
- Мапа думок (Львів : Видавництво Старого Лева, 2021)